# Диоксифторид ниобия(V)
Диоксифторид ниобия(V) — неорганическое соединение, оксосоль металла ниобия и плавиковой кислоты с формулой NbO2F, 
бесцветные кристаллы.

## Получение
- Термическое разложение гексафторооксониобата аммония:

{\displaystyle {\mathsf {2(NH_{4})_{3}[NbOF_{6}]\ {\xrightarrow {320^{o}C}}\ NbO_{2}F+NbF_{5}+6NH_{4}F}}}

## Физические свойства
Диоксифторид ниобия(V) образует бесцветные кристаллы
кубической сингонии, 
пространственная группа P m3m, 
параметры ячейки a = 0,3902 нм, Z = 1.